# King Gimp
King Gimp ist ein US-amerikanischer Dokumentarfilm aus dem Jahr 1999.

## Handlung
Der Film beschreibt das Leben des Künstlers Dan Keplinger. Der Maler erkrankte als Kind an infantiler Zerebralparese, die zu einer Behinderung führte, die Keplinger zwang, sich mit dem Rollstuhl fortzubewegen. Auch sein Sprachzentrum wurde geschädigt. Keplinger war trotz seiner Kunst und seiner Intelligenz Opfer von Spott und Anfeindungen durch andere.

## Auszeichnungen
- Peabody Award – gewonnen
- Oscar (72. Verleihung) für den Besten Dokumentar-Kurzfilm – gewonnen
- Emmy für eine Herausragende Kindersendung – nominiert